# Oberea praelonga
Oberea praelonga là một loài bọ cánh cứng trong họ Cerambycidae.